# Snoras

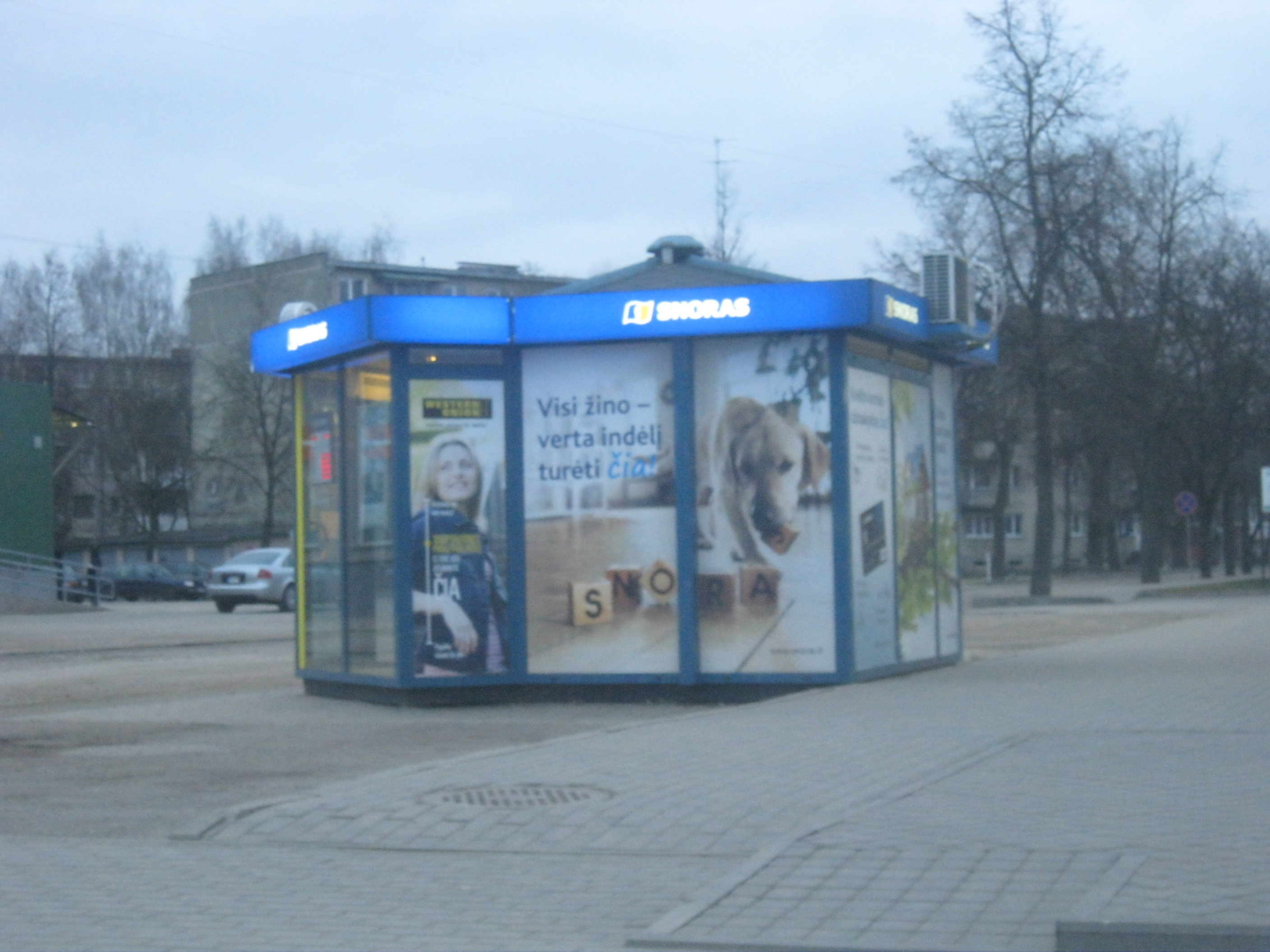
Kiosque de la banque Snoras

Bankas Snoras AB ou simplement Snoras, était une banque commerciale, fondée en Lituanie en 1992 et opérant dans les trois États baltes. 
La banque Snoras était membre du groupe financier Konversbank et cotée à la bourse NASDAQ OMX Vilnius. Le 16 novembre 2011, 100 % des actions bancaires ont été nationalisées par le gouvernement lituanien et la banque a été placée sous administration provisoire. Le 24 novembre, la banque a été déclarée en faillite. Elle avait une dette de 4 milliards de litas.

## Histoire
Bankas Snoras AB a été fondée en 1992 en tant que banque régionale de Šiauliai et rebaptisée en 1993. Elle a été reconnue comme la meilleure banque de Lituanie en 2006 par l'éditeur financier The Banker. Cependant, une inspection à la banque en novembre 2011 a révélé une mauvaise qualité des actifs, une faible gestion des risques et un manque de données d'exploitation adéquates. L'inspection a également révélé que la banque avait ignoré la recommandation de la banque centrale de réduire les risques opérationnels.
Snoras a été cotée à la bourse NASDAQ OMX Vilnius. Les principaux actionnaires, détenant plus de 5 % des actions de la société étaient Vladimir Antonov à 67 % et Raimondas Baranauskas à 25 %.
Snoras a investi dans une variété d'entreprises, parmi lesquelles la Banque d'investissement Finasta et la Banque lettone Latvijas Krājbanka.
En 2008, Snoras a acheté 29,8 % des actions du constructeur automobile néerlandais Spyker Cars. La même année, Snoras a vendu sa participation dans Spyker Cars. En 2010, Snoras est devenu sponsor de l'écurie Renault F1.